# Anolis favillarum
Anolis favillarum — вид ігуаноподібних ящірок родини анолісових (Dactyloidae). Ендемік Домініканської Республіки.

## Поширення і екологія
Anolis favillarum мешкають на півдні острова Гаїті, зокрема в горах Сьєрра-де-Баоруко. Живуть в тропічних лісах.